# Crisalide AzioneTrans

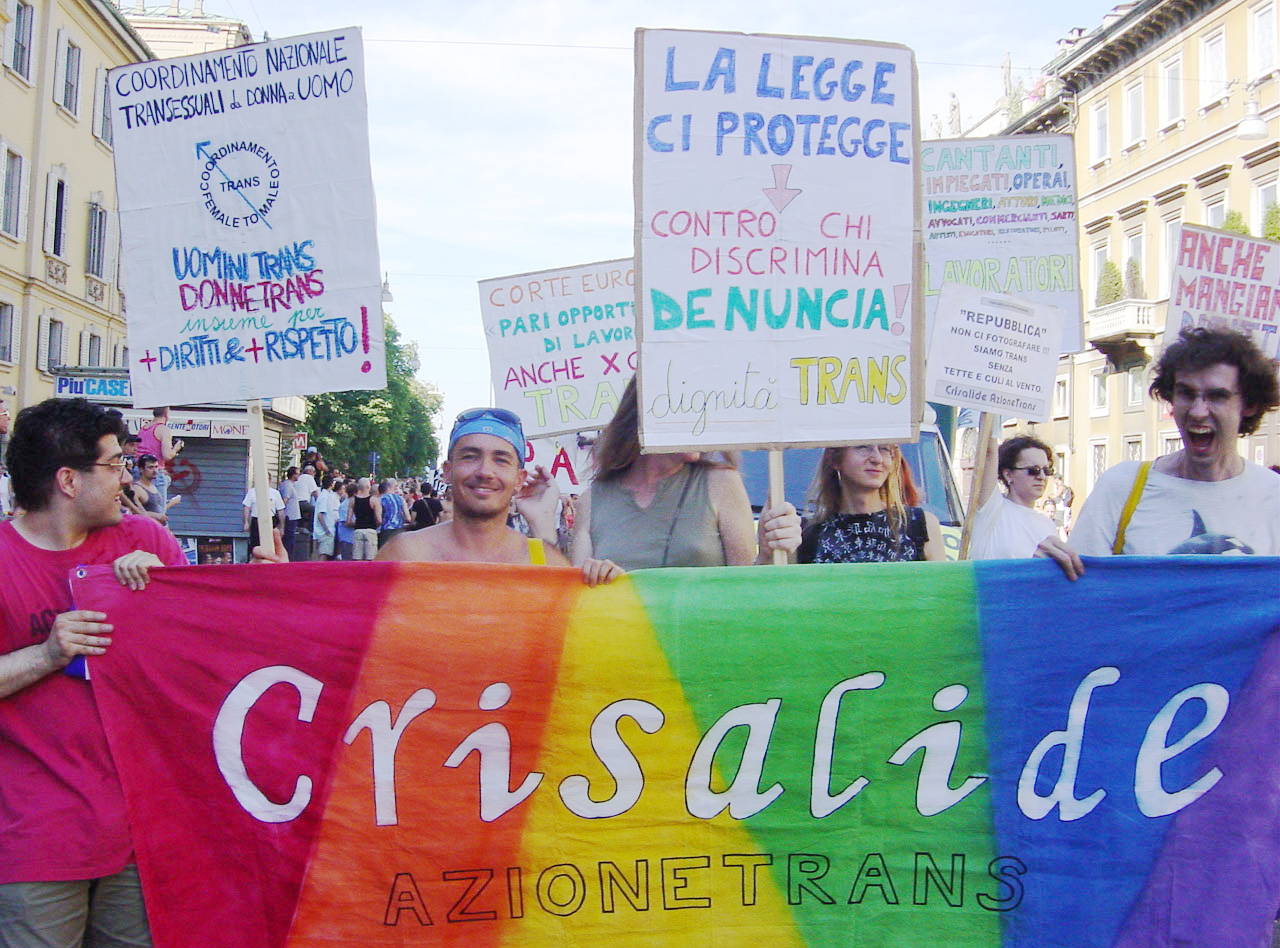
Attivisti dell'associazione al Gay pride di Milano, giugno 2004.

Crisalide AzioneTrans ONLUS era un'associazione culturale e di volontariato fondata nel 1999.

## Organizzazione
Si occupava di diverse tematiche legate al transessualismo, tra cui: informare sulla realtà del transessualismo, sfatando vari miti (come ad esempio quello secondo cui le trans (MtF) sarebbero tutte o in maggior parte prostitute) insieme ai pregiudizi sociali e alle discriminazioni, che causano pesanti ripercussioni anche nel mondo del lavoro per chi è trans; cooperazione coi movimenti gay e lesbico e accettazione della diversità transgender; collaborazione fra MtF e FtM; creazione di gruppi di auto aiuto; presa di coscienza da parte della società riguardo alla transfobia, genderismo ed eterosessismo; battaglie per leggi che tutelino le persone trans e per la parità di diritti e altro ancora. Crisalide AzioneTrans è stata la prima associazione trans italiana a pubblicare e ad ispirarsi ad un manifesto: il suo manifesto fissa questi e altri princìpi.
Crisalide Azione Trans si è sciolta il 1º dicembre 2009.
Crisalide AzioneTrans è stata la prima associazione trans italiana a disporre di più sedi nel territorio nazionale (anziché semplici referenti o sportelli). Le sedi dell'associazione si trovavano a Genova, Milano e Pescara; inoltre un'ulteriore sede nel Lazio.
Monica Romano è stata presidente nazionale di Crisalide Azione Trans dal 2007. Il direttivo nazionale comprendeva inoltre una vicepresidenza e quattro consiglieri. Infine, al direttivo si aggiungevano (a titolo onorifico) i soci fondatori: Mirella Izzo (socia fondatrice ed ex presidente, poi presidente onoraria) e Matteo Manetti (socio fondatore ed ex vicepresidente). Attualmente (giugno 2007) la carica di vicepresidente è stata coperta da Mirella Izzo.

## Attività

### Supporto alle persone transgender
Fra gli obiettivi dell'associazione vi era quello di far uscire le persone transgender dall'isolamento sociale.
Nel supporto al percorso di transizione, Crisalide AzioneTrans organizzava dei gruppi di auto mutuo aiuto (AMA):. L'associazione preferì non creare consultori privati. Crisalide organizzò gruppi AMA a Milano, Genova, Pisa e Livorno.
Oltre a questo, ebbe gruppi di primo ascolto e unità di strada. Inoltre collaborò con la Comunità di San Benedetto di Genova, per il recupero di quelle persone transgender e transessuali con problematiche di carcere, droga, sieropositività e di uscita dalla prostituzione.

### Lo standard WPATH
Crisalide AzioneTrans si oppose ai protocolli terapeutici italiani dell'ONIG
Nel congresso persone transessuali Transgender Intersessuate del 09-10-11 aprile 2010 tenutosi a Livorno è stata
presentata e votata una mozione in cui è stato scelto WPATH in opposizione a ONIG.
Wpath si occupa di redigere i protocolli diagnostici e di follow up delle persone in transizione a livello internazionale.
Si differenzia dai protocolli italici per maggiore rispetto dell'autodeterminazione e dell'individualità del paziente transgender.
Tale mozione è rimasta inascoltata per anni.

### Cultura
- Ha importato in Italia il Transgender Day of Remembrance, di cui ora è referente. Questo ha convinto nel 2004 anche Leslie Feinberg a venire in Italia e ad interessarsi attivamente della situazione italiana[4].
- Ha prodotto “The New One Man Show”, opera teatrale di Davide Tolu[5]. Lo spettacolo è stato la prima opera teatrale totalmente transgender.
- Nel 2004 ha fatto parte delle associazioni di “Genova 2004, Capitale europea della cultura”[6]
- Nel 2006 ha prodotto insieme ad ALA Milano il film documentario Crisalidi, vincitore di diversi premi.
- Nel 2007 ha avviato una collaborazione con le scuole, per informare sulla condizione di transgender e per favorire l'accettazione degli studenti transgender nelle scuole[7]

### Politica e diritti
Oltre all'aspetto culturale e di supporto, l'associazione si è impegnata anche in ambito politico. In questo campo si discosta dalle altre associazioni, oltre che per la contestazione dei protocolli italiani ONIG e accettazione degli standard mondiali del WPATH e per inserimento dei gruppi AMA nei protocolli diagnostici, anche per la critica alla cosiddetta "piccola soluzione", in quanto più un palliativo che una soluzione reale, ma comunque oggi accettata da tutte le associazioni trans. Infatti si vorrebbe piuttosto una modifica della legge 164, per avvicinarla alla legge inglese, che per il cambio di nome e l'indicativo di genere nei documenti di una persona transgender non considera obbligatorio l'intervento chirurgico sui genitali
- Coopera al progetto EMDGS (European Managing Diversity Gold Standard) finanziato dall'Unione europea[10].
- Ha pubblicato l'opuscolo Transessualismo e lavoro, il primo documento italiano sui diritti delle persone transgender e transessuali in materia di lavoro e occupazione (in collaborazione con CGIL Nazionale (Settore Nuovi Diritti) e con Cersgosig/Informagay).
- Cooperazioni con la CGIL.
- Ha ottenuto la detassazione delle istanze di rettificazione sessuale in tribunale.
- Poiché i pregiudizi e discriminazioni verso le persone trans causano loro gravi problemi sul lavoro (mobbing, licenziamenti, serie difficoltà d'assunzione) e di conseguenza alimentano anche il fenomeno della prostituzione transessuale, la regione Toscana ha avviato un primo progetto d'aiuto (recependo così per prima in Italia anche la sentenza della Suprema Corte Europea del 30 aprile 1996, che ha esteso alle persone trans l'applicazione la Direttiva Europea 76/207 sulle pari opportunità di trattamento fra uomini e donne[11]) basato su una carta prepagata da usarsi per la formazione sul lavoro[12], che è stato seguito da Crisalide[13].

Altre cause per cui si batte l'associazione:
- leggi contro la discriminazione anche delle persone transgender e transessuali,
- leggi che proteggano la privacy anche durante il percorso di transizione,
- la gratuità delle procedure mediche e terapeutiche del percorso di transizione,
- la de-patologizzazione psichiatrica del transessualismo (come probabilmente avverrà nel DSM V).

### Mass media
Crisalide ha esteso la sua attività anche verso i mass media.
- Televisione - Collaborazioni e Interviste TV su: Rai Uno, Rai News 24, LA7, GAY.tv
- Radio - Conferenze, interviste e interventi radio su: Radio Radicale, Radio Popolare, NovaRadio Firenze, Radio Sapienza, Nuova Spazio Radio
- Stampa - Articoli su: l'Unità, Panorama, Liberazione, il manifesto, Cronaca Vera
- Interviste su canali video in streaming su Internet: Teleblogo

### In Internet
- Il sito di Crisalide conta oltre 600 pagine ed è il maggiore archivio di informazioni in italiano sul transessualismo reperibile in Internet.
- Crisalide ospita il forum più visitato d'Italia fra quelli dedicati alle persone trans e ai problemi legati alle loro vicende quotidiane.

## Storia
- Crisalide nasce nel settembre 1999 come circolo di ArciTrans, per tanto inizialmente è conosciuta come Crisalide ArciTrans.
- Il 12 gennaio 2000 apre il suo sito internet, che diventa ben presto il più completo in Italia sull'argomento trans. Nello stesso anno fonda anche il suo primo gruppo di auto-aiuto.
- Nel luglio 2000 è l'unica rappresentanza di ArciTrans visibile (con uno striscione) durante il corteo del Word Pride 2000 di Roma[15]. Nello stesso anno partecipa e coopera a diverse conferenze, attività e altre manifestazioni; inizia i primi interventi in TV (RAI 2) e radio (Radio Radicale) e inizia a promuovere le prime petizioni. Stringe collaborazioni con altre associazioni e organismi, tra cui LILA e Anlaids e CIGL. A Genova, oltre alle associazioni LGBT locali, Crisalide AzioneTrans è promossa anche dalla Comunità di S. Benedetto al Porto di don Gallo.
- Nel novembre 2000, un emendamento alla finanziaria ideato da Crisalide (detassazione per le istanze di rettificazione sessuale) viene presentato e approvato in senato[16].
- Il 22 ottobre 2000 ospita l'Assemblea Nazionale di Arcitrans[17].
- Nel 2001, in occasione del censimento ISTAT, promuove un'iniziativa di protesta e disobbedienza civile insieme al MIT e ad ArciTrans[18].
- Nel gennaio 2002 si distacca da ArciTrans (che si scioglierà poco tempo dopo[19]) e assume il nome di Crisalide AzioneTrans[20].
- Il 20 novembre 2002 organizza (con la collaborazione di altre associazioni) il primo Day of Remembrance (Giorno della memoria) in Italia[21].
- Il 17 dicembre 2002 viene registrata come ONLUS presso l'Albo Regionale della regione Liguria, in ambito di Sicurezza Sociale (con il numero SS-GE-51-2002).
- Il 2 giugno 2004 presenta lo spettacolo teatrale "One New Man Show - atto unico per solo Uomo Nuovo".
- Nel novembre 2005 è fra i partecipanti del First European TransGender Council on Civil and Political Rights (primo concilio europeo transgender sui diritti civili e politici) di Vienna[22].
- Dal 2006 (dichiarazioni di reddito del 2005) è un ente avente diritto al cinque per mille.